# Comandante Gree
El Comandante Gree es un personaje ficticio de las películas de Star Wars.

## Descripción e historia
Gree era el apodo del soldado clon CC-1004. Sirvió al maestro Yoda en el planeta Kashyyyk durante los sucesos de La venganza de los Sith.
Era un comandante clon en el Gran Ejército de la República durante el conflicto galáctico conocido como las Guerras Clon. Gree nació y se crio en el planeta Kamino como un clon del cazarrecompensas Jango Fett y, bajo el mando de la General Jedi Luminara Unduli, Gree dirigió el 41.er Cuerpo de Élite en varias batallas. Después de que Padmé Amidala y Jar Jar Binks capturaran exitosamente al virrey de la Federación de Comercio Nute Gunray en Rodia, Gree fue el encargado de escoltar al virrey a Coruscant. Sin embargo, Gree falló y Gunray escapó con la ayuda de Asajj Ventress y el capitán de los Comandos del Senado Faro Argyus.
Más tarde en la guerra, Gree y Unduli comandaron el 41.º en la Segunda Batalla de Geonosis. Junto a la Legión 501, liderada por Anakin Skywalker y el Capitán Rex, lideraron un ataque contra la fundición de droides de Poggle el Menor en un intento por proporcionar una distracción para las Padawan Ahsoka Tano y Barriss Offee. La distracción fue un éxito y Tano y Offee pudieron destruir la fundición y los recién producidos Súper tanques Separatistas.
En los días finales de las Guerras Clon, Gree y Unduli estuvieron presentes en Kashyyyk, donde ayudaron a los wookiees en su defensa contra el Ejército Droide Separatista. El Gran Maestro Jedi Yoda también había llegado al planeta y él y Gree vieron la batalla desarrollarse desde un centro de mando elevado. Gree recibió la Orden 66 del Canciller Supremo Palpatine (aliado con el Lado Oscuro en secreto) durante la batalla, la cual le ordenaba eliminar a sus Generales Jedi. Gree se vio obligado a cumplir, pero antes de poder llevar a cabo la orden, Yoda percibió una perturbación en la Fuerza y rápidamente decapitó al comandante y a otro soldado clon. Al final Yoda huyó del planeta en una cápsula de escape ayudado por dos wookiees: Chewbacca (amigo de Han Solo) y Tarfull.